# Labé (região)
Labé é uma região da Guiné. Sua capital é a cidade de Labé. Possui 22 869 quilômetros quadrados e segundo censo de 2014, havia 994 458 pessoas.